# 平成15年台風第10号
平成15年台風第10号（へいせい15ねんたいふうだい10ごう、アジア名：Etau）は、2003年8月に発生し、日本列島を縦断した台風である。後に激甚災害に指定された。

## 概要

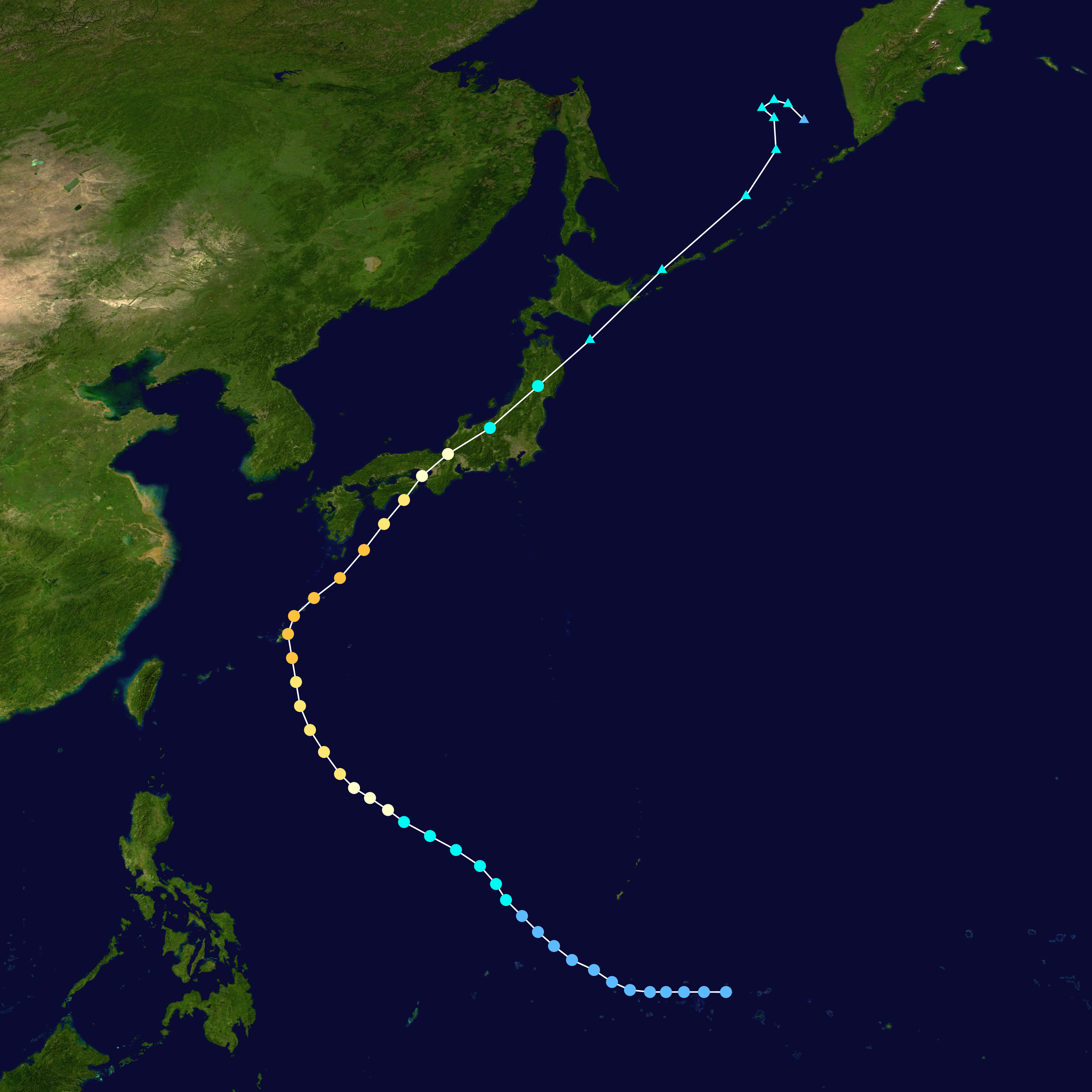
進路図

2003年8月3日、フィリピンの東海上で台風10号が発生し、アジア名「アータウ（Etau）」と命名された。命名国はアメリカで、嵐雲を意味する。なお、フィリピン大気地球物理天文局（PAGASA）はこの台風について、フィリピン名「カバヤン（Kabayan）」と命名している。
台風は次第に勢力を強めながら北西に進み、7日午前中には沖縄本島を通過して、同日午後には、沖永良部島の近海で、中心気圧945hPa・最大風速45m/sという大型で非常に強い勢力となって最盛期を迎えた。沖永良部島では、最低海面気圧949.0hPaを観測している。その後7日午後には発達しながら徐々に北北東に進路を変え、8日早朝にかけて奄美諸島沿いに進んだ。そして九州の南海上を通過して、種子島の東海上を通過した後から台風の目が一段と明瞭になり、同日21時半ごろに高知県室戸市付近に上陸。周囲の海水温が高かったため、上陸時でも中心気圧950hPa・最大風速40m/sという強い勢力のままであった。台風が大型かつ強いものであったため四国を中心に広い範囲で暴風が吹き荒れた。台風は9日6時頃に、中心気圧970hPa・最大風速30m/sの勢力で兵庫県西宮市付近に再上陸した後、勢力を弱めつつ北陸・東北地方を通過して本州を縦断した。10日2時頃に北海道の襟裳岬付近に再上陸した後、3時に国後島付近で温帯低気圧に変わった。
8月7日から9日にかけて、台風の影響で南西諸島から本州付近の広い範囲で大雨が降り、9日にはオホーツク海の低気圧から伸びる前線と台風の影響により北海道の一部で大雨となった。日高支庁の厚別川は豪雨のため氾濫し、流域で浸水被害が相次いだ。この期間の降水量は、高知県および徳島県では600mmを超え、三重県や奈良県、和歌山県や熊本県、宮崎県では400mmを超える大雨、北海道地方、関東地方から九州地方にかけての太平洋側でも200mmを超える大雨となった。また、沖縄・九州・四国地方の一部では、台風の接近・通過時を中心に暴風となり、沖縄県名護市で最大風速29.9m/s（最大瞬間風速48.7m/s）、室戸岬（高知県室戸市）で最大風速49.8m/s（最大瞬間風速69.2m/s）などを記録した。九州地方、四国地方、近畿地方の一部では、最大潮位偏差が100cm以上に達した。
この台風は、1961年の第2室戸台風に似た進路を取り、勢力が衰えないまま四国に上陸した。四国や関西などでは被害が軽微に止まったが、北海道では大きな被害が発生し、特に日高地方では洪水による災害が各地で相次いだ。競走馬牧場での壊滅的な被害は、競馬ファンに衝撃を与え、警報伝達の遅れなども指摘された。台風は上陸後しばらくゆっくりと進んだため、暴風は長時間続いた。さらに、この年は梅雨が長引いて冷夏になっていたため、追い討ちをかける形となった。

## 被害
- 死者：17 名
- 行方不明者：2 名
- 負傷者：94 名
- 住家全壊：28 棟
- 住家半壊：27 棟
- 住家一部損壊：559 棟
- 床上浸水：389 棟
- 床上浸水：2,009 棟
- 被害総額：351億円[9]